# A magyar labdarúgó-válogatott 2010. augusztus 11-i mérkőzése
Előző mérkőzés - Következő mérkőzés
A magyar labdarúgó-válogatott Anglia elleni barátságos mérkőzésére 2010. augusztus 11-én került sor a londoni Wembley Stadionban. A mérkőzés végeredménye 2 – 1 lett Steven Gerrard két, illetve Phil Jagielka öngólja által. Ezen a mérkőzésen mutatkozott be szövetségi kapitányként Egervári Sándor.
850. mérkőzés – Barátságos mérkőzés
| 2010. augusztus 11. 21:00 |

| Anglia          | 2 – 1               | Magyarország         |
| --------------- | ------------------- | -------------------- |
| Gerrard 69' 73' | (0 – 0) Jegyzőkönyv | Jagielka 62' (öngól) |

| Wembley Stadion, London Nézőszám: 72 024 Játékvezető: Lannoy (francia) |

| Anglia | Magyarország |

| ANGLIA:              |    |                        |
|                      |    |                        |
| K                    | 1  | Joe Hart               |
| JV                   | 2  | Glen Johnson           |
| V                    | 5  | Phil Jagielka          |
| V                    | 6  | John Terry 46'         |
| BV                   | 3  | Ashley Cole 46'        |
| JKP                  | 9  | Adam Johnson           |
| KKP                  | 4  | Steven Gerrard 65' 83' |
| KKP                  | 11 | Gareth Barry           |
| BKP                  | 8  | Frank Lampard 46'      |
| CS                   | 10 | Wayne Rooney 66'       |
| JCS                  | 7  | Theo Walcott 46'       |
| Cserék:              |    |                        |
| K                    | 12 | Scott Loach            |
|                      | 13 | Michael Dawson 46'     |
|                      | 14 | Gary Cahill            |
|                      | 15 | Kieran Gibbs 46'       |
|                      | 16 | James Milner 66'       |
|                      | 17 | Ashley Young 46'       |
|                      | 18 | Jack Wilshere 83'      |
|                      | 19 | Carlton Cole           |
| CS                   | 20 | Bobby Zamora 46'       |
|                      | 21 | Frankie Fielding       |
| Szövetségi kapitány: |    |                        |
| Fabio Capello        |    |                        |

| MAGYARORSZÁG:        |    |                        |
|                      |    |                        |
| K                    | 1  | Király Gábor           |
| JV                   | 5  | Szélesi Zoltán         |
| V                    | 4  | Juhász Roland          |
| V                    | 2  | Lipták Zoltán 55'      |
| BV                   | 3  | Vanczák Vilmos 46'     |
| JKP                  | 7  | Dzsudzsák Balázs 46'   |
| KKP                  | 6  | Vadócz Krisztián       |
| KKP                  | 9  | Elek Ákos 59'          |
| BKP                  | 11 | Huszti Szabolcs 46'    |
| CS                   | 10 | Gera Zoltán            |
| CS                   | 8  | Rudolf Gergely 49' 83' |
| Cserék:              |    |                        |
| K                    | 12 | Fülöp Márton           |
| BV                   | 13 | Laczkó Zsolt 46'       |
| V                    | 16 | Komlósi Ádám 55'       |
| KKP                  | 20 | Koman Vladimir 46' 74' |
|                      | '  | Vermes Krisztián       |
|                      | '  | Czvitkovics Péter      |
|                      | '  | Hajnal Tamás 46'       |
|                      | '  | Tóth Balázs 59'        |
|                      | '  | Priskin Tamás 83'      |
| Szövetségi kapitány: |    |                        |
| Egervári Sándor      |    |                        |

| Mérkőzés játékosa: Steven Gerrard |

## Örökmérleg a mérkőzés után
| Magyarország | :         | Anglia |
| ------------ | --------- | ------ |
| 5            | Győzelem  | 15     |
| 2            | Döntetlen | 2      |
| 30           | Gólok     | 56     |

## Külső hivatkozások
- Jegyzőkönyv az mlsz.hu-n (magyarul)
- Jegyzőkönyv a thefa.com-on (angolul)